# Poneropsis rhenana
Poneropsis rhenana är en myrart som först beskrevs av Meunier 1917.  Poneropsis rhenana ingår i släktet Poneropsis och familjen myror. Inga underarter finns listade i Catalogue of Life.